# Élections municipales de 2014 en Lot-et-Garonne
Les élections municipales se sont déroulées les 23 et 30 mars 2014 en Lot-et-Garonne.

## Maires sortants et maires élus
Le scrutin est marqué par quelques changements : la gauche perd Astaffort, Clairac, Marmande, Miramont-de-Guyenne et Sainte-Livrade-sur-Lot. Pertes même pas compensées par les gains du Passage, Monflanquin et Pont-du-Casse. Le bilan de la droite demeure plus positif avec les gains de Layrac et Saint-Sylvestre-sur-Lot contre l'UDI ajoutés à ceux contre la gauche. Le MoDem remporte Foulayronnes tandis que l'UDI se maintient à Agen et Penne-d'Agenais.
| Commune                 | Population | Maire sortant          | Parti | Parti | Maire élu                      | Parti | Parti |
| ----------------------- | ---------- | ---------------------- | ----- | ----- | ------------------------------ | ----- | ----- |
| Agen                    | 33 620     | Jean Dionis du Séjour  |       | UDI   | Jean Dionis du Séjour          |       | UDI   |
| Aiguillon               | 4 283      | Jean-François Sauvaud  |       | DVG   | Jean-François Sauvaud          |       | DVG   |
| Astaffort               | 2 058      | André Garros           |       | PS    | Louise Cambournac              |       | UMP   |
| Bias                    | 3 203      | Jean-Jacky Larroque    |       | DVD   | Michel Mingo                   |       | DVD   |
| Boé                     | 5 439      | Christian Dézalos      |       | PS    | Christian Dézalos              |       | PS    |
| Bon-Encontre            | 6 151      | Michel Lauzzana        |       | PS    | Michel Lauzzana                |       | PS    |
| Casseneuil              | 2 315      | Daniel Desplat         |       | PS    | Daniel Desplat                 |       | PS    |
| Castelculier            | 2 335      | Marc Boueilh           |       | UMP   | Olivier Grima                  |       | DVD   |
| Casteljaloux            | 4 678      | Jean–Claude Guénin     |       | UMP   | Jean–Claude Guénin             |       | UMP   |
| Clairac                 | 2 466      | Françoise Bize         |       | PS    | Michel Perat                   |       | DVD   |
| Colayrac-Saint-Cirq     | 2 857      | François Chalmel       |       | DVD   | Pascal de Sermet de Tournefort |       | UMP   |
| Foulayronnes            | 5 095      | Jean-Michel Drapé      |       | DVD   | Bruno Dubos                    |       | MoDem |
| Fumel                   | 5 154      | Jean-Louis Costes      |       | UMP   | Jean-Louis Costes              |       | UMP   |
| Lavardac                | 2 251      | Étienne Gauteron       |       | UMP   | Philippe Barrere               |       | DVD   |
| Layrac                  | 3 542      | Pierre Pujol           |       | UDI   | Rémi Constans                  |       | DVD   |
| Le Passage              | 9 389      | Jean Barrull           |       | DVD   | Francis Garcia                 |       | PS    |
| Marmande                | 18 218     | Gérard Gouzes          |       | PS    | Daniel Benquet                 |       | UMP   |
| Miramont-de-Guyenne     | 3 326      | Alain Jordana          |       | DVG   | Michel Laplanche               |       | UMP   |
| Monflanquin             | 2 359      | Francis Bordes         |       | UMP   | Nathalie Founaud-Veysset       |       | DVG   |
| Monsempron-Libos        | 2 045      | Jean-Jacques Brouillet |       | DVD   | Jean-Jacques Brouillet         |       | DVD   |
| Montayral               | 2 817      | Jean-Michel Egretaud   |       | PS    | Jean-François Ségala           |       | PS    |
| Nérac                   | 7 106      | Nicolas Lacombe        |       | PS    | Nicolas Lacombe                |       | PS    |
| Penne-d'Agenais         | 2 372      | Arnaud Devillier       |       | UDI   | Arnaud Devillier               |       | UDI   |
| Pont-du-Casse           | 4 299      | Gilbert Fongaro        |       | UMP   | Christian Delbrel              |       | DVG   |
| Pujols                  | 3 607      | André Garrigues        |       | PS    | Yvon Ventadoux                 |       | EELV  |
| Saint-Sylvestre-sur-Lot | 2 283      | Jean-Pierre Lorenzon   |       | UDI   | Yann Bihouee                   |       | DVD   |
| Sainte-Bazeille         | 3 107      | Michel Vigneau         |       | DVD   | Gilles Lagaüzere               |       | DVD   |
| Sainte-Livrade-sur-Lot  | 6 182      | Claire Pasut           |       | PS    | Pierre-Jean Pudal              |       | UMP   |
| Tonneins                | 8 866      | Jean-Pierre Moga       |       | DVD   | Dante Rinaudo                  |       | DVD   |
| Villeneuve-sur-Lot      | 23 232     | Patrick Cassany        |       | PS    | Patrick Cassany                |       | PS    |

## Résultats dans les communes de plus de1 000 habitants

### Agen
- Maire sortant : Jean Dionis du Séjour (UDI)
- 39 sièges à pourvoir au conseil municipal (population légale 2011 : 33 620 habitants)
- 22 sièges à pourvoir au conseil communautaire (CA Agglomération d'Agen)

|                          | Jean Dionis Du Séjour * | UDI-UMP        | 5 375  | 52,19  | 31 | 18 |  |  |
|                          | Emmanuel Eyssalet       | PS-PCF-EELV    | 2 251  | 21,85  | 4  | 2  |  |  |
|                          | Hélène Collet           | FN             | 1 648  | 16,00  | 3  | 2  |  |  |
|                          | Jean-Philippe Maillos   | PG             | 727    | 7,05   | 1  |    |  |  |
|                          | Jules Bambaggi          | NPA            | 297    | 2,88   |    |    |  |  |
|                          |                         |                |        |        |    |    |  |  |
| Inscrits                 | Inscrits                | Inscrits       | 17 881 | 100,00 |    |    |  |  |
| Abstentions              | Abstentions             | Abstentions    | 7 077  | 39,58  |    |    |  |  |
| Votants                  | Votants                 | Votants        | 10 804 | 60,42  |    |    |  |  |
| Blancs et nuls           | Blancs et nuls          | Blancs et nuls | 506    | 4,68   |    |    |  |  |
| Exprimés                 | Exprimés                | Exprimés       | 10 298 | 95,32  |    |    |  |  |
| * Liste du maire sortant |                         |                |        |        |    |    |  |  |

### Aiguillon
- Maire sortant : Jean-François Sauvaud (DVG)
- 27 sièges à pourvoir au conseil municipal (population légale 2011 : 4 283 habitants)
- 11 sièges à pourvoir au conseil communautaire (CC du Confluent et des Coteaux de Prayssas)

| Tête de liste            | Tête de liste           | Liste          | Premier tour | Premier tour | Second tour | Second tour | Sièges | Sièges |
| Tête de liste            | Tête de liste           | Liste          | Voix         | %            | Voix        | %           | CM     | CC     |
| ------------------------ | ----------------------- | -------------- | ------------ | ------------ | ----------- | ----------- | ------ | ------ |
|                          | Christian Girardi       | UMP-UDI        | 639          | 32,32        | 817         | 39,46       | 5      | 2      |
|                          | Jean-François Sauvaud * | PS             | 543          | 27,46        | 842         | 40,67       | 20     | 8      |
|                          | Nicole Moschion         | DVD            | 537          | 27,16        | 411         | 19,85       | 2      | 1      |
|                          | Sylvio Guingan          | FG             | 258          | 13,05        |             |             |        |        |
|                          |                         |                |              |              |             |             |        |        |
| Inscrits                 | Inscrits                | Inscrits       | 3 043        | 100,00       | 3 043       | 100,00      |        |        |
| Abstentions              | Abstentions             | Abstentions    | 999          | 32,83        | 900         | 29,58       |        |        |
| Votants                  | Votants                 | Votants        | 2 044        | 67,17        | 2 143       | 70,42       |        |        |
| Blancs et nuls           | Blancs et nuls          | Blancs et nuls | 67           | 3,28         | 73          | 3,41        |        |        |
| Exprimés                 | Exprimés                | Exprimés       | 1 977        | 96,72        | 2 070       | 96,59       |        |        |
| * Liste du maire sortant |                         |                |              |              |             |             |        |        |

### Astaffort
- Maire sortant : André Garros
- 19 sièges à pourvoir au conseil municipal (population légale 2011 : 2 058 habitants)
- 1 sièges à pourvoir au conseil communautaire (CA Agglomération d'Agen)

| Tête de liste            | Tête de liste     | Liste          | Premier tour | Premier tour | Second tour | Second tour | Sièges | Sièges |
| Tête de liste            | Tête de liste     | Liste          | Voix         | %            | Voix        | %           | CM     | CC     |
| ------------------------ | ----------------- | -------------- | ------------ | ------------ | ----------- | ----------- | ------ | ------ |
|                          | Louise Cambournac | DVD            | 522          | 45,43        | 673         | 57,27       | 15     | 1      |
|                          | André Garros *    | DVG            | 371          | 32,28        | 502         | 42,72       | 4      |        |
|                          | Michel Fieux      | DVG            | 256          | 22,28        |             |             |        |        |
|                          |                   |                |              |              |             |             |        |        |
| Inscrits                 | Inscrits          | Inscrits       | 1 603        | 100,00       | 1 603       | 100,00      |        |        |
| Abstentions              | Abstentions       | Abstentions    | 398          | 24,83        | 370         | 23,08       |        |        |
| Votants                  | Votants           | Votants        | 1 205        | 75,17        | 1 233       | 76,92       |        |        |
| Blancs et nuls           | Blancs et nuls    | Blancs et nuls | 56           | 4,65         | 58          | 4,70        |        |        |
| Exprimés                 | Exprimés          | Exprimés       | 1 149        | 95,35        | 1 175       | 95,30       |        |        |
| * Liste du maire sortant |                   |                |              |              |             |             |        |        |

### Aubiac
- Maire sortant : Jean-Marc Causse
- 15 sièges à pourvoir au conseil municipal (population légale 2011 : 1 039 habitants)
- 1 sièges à pourvoir au conseil communautaire (CA Agglomération d'Agen)

|                          | Jean-Marc Causse *  | SE             | 392 | 65,11  | 13 | 1 |  |  |
|                          | Jean-Jacques Huguet | SE             | 210 | 34,88  | 2  |   |  |  |
|                          |                     |                |     |        |    |   |  |  |
| Inscrits                 | Inscrits            | Inscrits       | 821 | 100,00 |    |   |  |  |
| Abstentions              | Abstentions         | Abstentions    | 194 | 23,63  |    |   |  |  |
| Votants                  | Votants             | Votants        | 627 | 76,37  |    |   |  |  |
| Blancs et nuls           | Blancs et nuls      | Blancs et nuls | 25  | 3,99   |    |   |  |  |
| Exprimés                 | Exprimés            | Exprimés       | 602 | 96,01  |    |   |  |  |
| * Liste du maire sortant |                     |                |     |        |    |   |  |  |

### Barbaste
- Maire sortant : Bernadette Jayles
- 19 sièges à pourvoir au conseil municipal (population légale 2011 : 1 505 habitants)
- 3 sièges à pourvoir au conseil communautaire (CC Albret Communauté)

|                          | Jacques Llonch      | SE             | 434   | 52,92  | 15 | 2 |  |  |
|                          | Bernadette Jayles * | DVG            | 386   | 47,07  | 4  | 1 |  |  |
|                          |                     |                |       |        |    |   |  |  |
| Inscrits                 | Inscrits            | Inscrits       | 1 088 | 100,00 |    |   |  |  |
| Abstentions              | Abstentions         | Abstentions    | 221   | 20,31  |    |   |  |  |
| Votants                  | Votants             | Votants        | 867   | 79,69  |    |   |  |  |
| Blancs et nuls           | Blancs et nuls      | Blancs et nuls | 47    | 5,42   |    |   |  |  |
| Exprimés                 | Exprimés            | Exprimés       | 820   | 94,58  |    |   |  |  |
| * Liste du maire sortant |                     |                |       |        |    |   |  |  |

### Beaupuy
- Maire sortant : Pascal Laperche
- 19 sièges à pourvoir au conseil municipal (population légale 2011 : 1 518 habitants)
- 2 sièges à pourvoir au conseil communautaire (CA Val de Garonne Agglomération)

|                          | Pascal Laperche * | SE             | 658   | 100,00 | 19 | 2 |  |  |
|                          |                   |                |       |        |    |   |  |  |
| Inscrits                 | Inscrits          | Inscrits       | 1 148 | 100,00 |    |   |  |  |
| Abstentions              | Abstentions       | Abstentions    | 336   | 29,27  |    |   |  |  |
| Votants                  | Votants           | Votants        | 812   | 70,73  |    |   |  |  |
| Blancs et nuls           | Blancs et nuls    | Blancs et nuls | 154   | 18,97  |    |   |  |  |
| Exprimés                 | Exprimés          | Exprimés       | 658   | 81,03  |    |   |  |  |
| * Liste du maire sortant |                   |                |       |        |    |   |  |  |

### Bias
- Maire sortant : Jean-Jacky Larroque (DVD)
- 23 sièges à pourvoir au conseil municipal (population légale 2011 : 3 203 habitants)
- 4 sièges à pourvoir au conseil communautaire (CA du Grand Villeneuvois)

|                | Michel Mingo      | DVD            | 1 053 | 67,76  | 20 | 4 |  |  |
|                | Barbara Bellanger | PS             | 501   | 32,23  | 3  |   |  |  |
|                |                   |                |       |        |    |   |  |  |
| Inscrits       | Inscrits          | Inscrits       | 2 490 | 100,00 |    |   |  |  |
| Abstentions    | Abstentions       | Abstentions    | 844   | 33,90  |    |   |  |  |
| Votants        | Votants           | Votants        | 1 646 | 66,10  |    |   |  |  |
| Blancs et nuls | Blancs et nuls    | Blancs et nuls | 92    | 5,59   |    |   |  |  |
| Exprimés       | Exprimés          | Exprimés       | 1 554 | 94,41  |    |   |  |  |

### Boé
- Maire sortant : Christian Dézalos (PS)
- 29 sièges à pourvoir au conseil municipal (population légale 2011 : 5 439 habitants)
- 3 sièges à pourvoir au conseil communautaire (CA Agglomération d'Agen)

|                          | Christian Dézalos * | PS-PCF-EELV    | 1 779 | 69,60  | 25 | 3 |  |  |
|                          | Jérôme Roux         | DVD            | 777   | 30,39  | 4  |   |  |  |
|                          |                     |                |       |        |    |   |  |  |
| Inscrits                 | Inscrits            | Inscrits       | 4 048 | 100,00 |    |   |  |  |
| Abstentions              | Abstentions         | Abstentions    | 1 337 | 33,03  |    |   |  |  |
| Votants                  | Votants             | Votants        | 2 711 | 66,97  |    |   |  |  |
| Blancs et nuls           | Blancs et nuls      | Blancs et nuls | 155   | 5,72   |    |   |  |  |
| Exprimés                 | Exprimés            | Exprimés       | 2 556 | 94,28  |    |   |  |  |
| * Liste du maire sortant |                     |                |       |        |    |   |  |  |

### Bon-Encontre
- Maire sortant : Michel Lauzzana (PS)
- 29 sièges à pourvoir au conseil municipal (population légale 2011 : 6 151 habitants)
- 4 sièges à pourvoir au conseil communautaire (CA Agglomération d'Agen)

| Tête de liste            | Tête de liste        | Liste          | Premier tour | Premier tour | Second tour | Second tour | Sièges | Sièges |
| Tête de liste            | Tête de liste        | Liste          | Voix         | %            | Voix        | %           | CM     | CC     |
| ------------------------ | -------------------- | -------------- | ------------ | ------------ | ----------- | ----------- | ------ | ------ |
|                          | Michel Lauzzana *    | PS-PCF-EELV    | 1 441        | 47,92        | 1 529       | 52,34       | 23     | 4      |
|                          | Bernard Simoniti     | DVG            | 806          | 26,80        | 740         | 25,33       | 3      |        |
|                          | Jean-Claude Simoniti | UMP-UDI        | 760          | 25,27        | 652         | 22,32       | 3      |        |
|                          |                      |                |              |              |             |             |        |        |
| Inscrits                 | Inscrits             | Inscrits       | 4 903        | 100,00       | 4 901       | 100,00      |        |        |
| Abstentions              | Abstentions          | Abstentions    | 1 643        | 33,51        | 1 791       | 36,54       |        |        |
| Votants                  | Votants              | Votants        | 3 260        | 66,49        | 3 110       | 63,46       |        |        |
| Blancs et nuls           | Blancs et nuls       | Blancs et nuls | 253          | 7,76         | 189         | 6,08        |        |        |
| Exprimés                 | Exprimés             | Exprimés       | 3 007        | 92,24        | 2 921       | 93,92       |        |        |
| * Liste du maire sortant |                      |                |              |              |             |             |        |        |

### Brax
- Maire sortant : Michel Bernines
- 19 sièges à pourvoir au conseil municipal (population légale 2011 : 1 889 habitants)
- 1 sièges à pourvoir au conseil communautaire (CA Agglomération d'Agen)

|                | Joël Ponsolle       | DVG            | 516   | 50,29  | 15 | 1 |  |  |
|                | Jean-Pierre Servary | DVD            | 510   | 49,70  | 4  |   |  |  |
|                |                     |                |       |        |    |   |  |  |
| Inscrits       | Inscrits            | Inscrits       | 1 453 | 100,00 |    |   |  |  |
| Abstentions    | Abstentions         | Abstentions    | 359   | 24,71  |    |   |  |  |
| Votants        | Votants             | Votants        | 1 094 | 75,29  |    |   |  |  |
| Blancs et nuls | Blancs et nuls      | Blancs et nuls | 68    | 6,22   |    |   |  |  |
| Exprimés       | Exprimés            | Exprimés       | 1 026 | 93,78  |    |   |  |  |

### Buzet-sur-Baïse
- Maire sortant : Christian Marin
- 15 sièges à pourvoir au conseil municipal (population légale 2011 : 1 301 habitants)
- 3 sièges à pourvoir au conseil communautaire (CC Albret Communauté)

|                | Jean-Louis Molinié | SE             | 413 | 100,00 | 15 | 3 |  |  |
|                |                    |                |     |        |    |   |  |  |
| Inscrits       | Inscrits           | Inscrits       | 943 | 100,00 |    |   |  |  |
| Abstentions    | Abstentions        | Abstentions    | 280 | 29,69  |    |   |  |  |
| Votants        | Votants            | Votants        | 663 | 70,31  |    |   |  |  |
| Blancs et nuls | Blancs et nuls     | Blancs et nuls | 250 | 37,71  |    |   |  |  |
| Exprimés       | Exprimés           | Exprimés       | 413 | 62,29  |    |   |  |  |

### Cancon
- Maire sortant : Jean-Claude Gouget
- 15 sièges à pourvoir au conseil municipal (population légale 2011 : 1 332 habitants)
- 3 sièges à pourvoir au conseil communautaire (CC des Bastides en Haut-Agenais Périgord)

|                          | Carole Roire         | DVD            | 368 | 53,95  | 12 | 2 |  |  |
|                          | Jean-Claude Gouget * | DVG            | 314 | 46,04  | 3  | 1 |  |  |
|                          |                      |                |     |        |    |   |  |  |
| Inscrits                 | Inscrits             | Inscrits       | 903 | 100,00 |    |   |  |  |
| Abstentions              | Abstentions          | Abstentions    | 194 | 21,48  |    |   |  |  |
| Votants                  | Votants              | Votants        | 709 | 78,52  |    |   |  |  |
| Blancs et nuls           | Blancs et nuls       | Blancs et nuls | 27  | 3,81   |    |   |  |  |
| Exprimés                 | Exprimés             | Exprimés       | 682 | 96,19  |    |   |  |  |
| * Liste du maire sortant |                      |                |     |        |    |   |  |  |

### Casseneuil
- Maire sortant : Daniel Desplat
- 19 sièges à pourvoir au conseil municipal (population légale 2011 : 2 315 habitants)
- 3 sièges à pourvoir au conseil communautaire (CA du Grand Villeneuvois)

| Tête de liste            | Tête de liste    | Liste          | Premier tour | Premier tour | Second tour | Second tour | Sièges | Sièges |
| Tête de liste            | Tête de liste    | Liste          | Voix         | %            | Voix        | %           | CM     | CC     |
| ------------------------ | ---------------- | -------------- | ------------ | ------------ | ----------- | ----------- | ------ | ------ |
|                          | Daniel Desplat * | SE             | 552          | 44,95        | 702         | 56,43       | 15     | 2      |
|                          | Xavier Galinou   | DVD            | 293          | 23,85        | 542         | 43,56       | 4      | 1      |
|                          | Christian Gillet | DVD            | 194          | 15,79        |             |             |        |        |
|                          | Philippe Dus     | DVD            | 189          | 15,39        |             |             |        |        |
|                          |                  |                |              |              |             |             |        |        |
| Inscrits                 | Inscrits         | Inscrits       | 1 695        | 100,00       | 1 695       | 100,00      |        |        |
| Abstentions              | Abstentions      | Abstentions    | 416          | 24,54        | 402         | 23,72       |        |        |
| Votants                  | Votants          | Votants        | 1 279        | 75,46        | 1 293       | 76,28       |        |        |
| Blancs et nuls           | Blancs et nuls   | Blancs et nuls | 51           | 3,99         | 49          | 3,79        |        |        |
| Exprimés                 | Exprimés         | Exprimés       | 1 228        | 96,01        | 1 244       | 96,21       |        |        |
| * Liste du maire sortant |                  |                |              |              |             |             |        |        |

### Castelculier
- Maire sortant : Marc Boueilh
- 19 sièges à pourvoir au conseil municipal (population légale 2011 : 2 335 habitants)
- 8 sièges à pourvoir au conseil communautaire (CA Agglomération d'Agen)

|                | Olivier Grima  | SE             | 646   | 53,52  | 15 | 6 |  |  |
|                | Alain Pinède   | DVD            | 561   | 46,47  | 4  | 2 |  |  |
|                |                |                |       |        |    |   |  |  |
| Inscrits       | Inscrits       | Inscrits       | 1 743 | 100,00 |    |   |  |  |
| Abstentions    | Abstentions    | Abstentions    | 465   | 26,68  |    |   |  |  |
| Votants        | Votants        | Votants        | 1 278 | 73,32  |    |   |  |  |
| Blancs et nuls | Blancs et nuls | Blancs et nuls | 71    | 5,56   |    |   |  |  |
| Exprimés       | Exprimés       | Exprimés       | 1 207 | 94,44  |    |   |  |  |

### Casteljaloux
- Maire sortant : Jean–Claude Guénin
- 27 sièges à pourvoir au conseil municipal (population légale 2011 : 4 678 habitants)
- 10 sièges à pourvoir au conseil communautaire (CC des Coteaux et Landes de Gascogne)

|                          | Jean-Claude Guénin * | UMP-UDI        | 1 833 | 74,63  | 24 | 9 |  |  |
|                          | Renaud Lambrot       | PS-PCF-PRG     | 623   | 25,36  | 3  | 1 |  |  |
|                          |                      |                |       |        |    |   |  |  |
| Inscrits                 | Inscrits             | Inscrits       | 3 695 | 100,00 |    |   |  |  |
| Abstentions              | Abstentions          | Abstentions    | 1 137 | 30,77  |    |   |  |  |
| Votants                  | Votants              | Votants        | 2 558 | 69,23  |    |   |  |  |
| Blancs et nuls           | Blancs et nuls       | Blancs et nuls | 102   | 3,99   |    |   |  |  |
| Exprimés                 | Exprimés             | Exprimés       | 2 456 | 96,01  |    |   |  |  |
| * Liste du maire sortant |                      |                |       |        |    |   |  |  |

### Castelmoron-sur-Lot
- Maire sortant : Bernard Genestou
- 19 sièges à pourvoir au conseil municipal (population légale 2011 : 1 740 habitants)
- 3 sièges à pourvoir au conseil communautaire (CC Lot et Tolzac)

| Tête de liste  | Tête de liste              | Liste          | Premier tour | Premier tour | Second tour | Second tour | Sièges | Sièges |
| Tête de liste  | Tête de liste              | Liste          | Voix         | %            | Voix        | %           | CM     | CC     |
| -------------- | -------------------------- | -------------- | ------------ | ------------ | ----------- | ----------- | ------ | ------ |
|                | Italina Dite Line Lalaurie | DVD            | 430          | 46,48        | 505         | 51,68       | 15     | 2      |
|                | Guy Lafage                 | DVD            | 371          | 40,10        | 385         | 39,40       | 4      | 1      |
|                | Daniel Fargue              | DVD            | 124          | 13,40        | 87          | 8,90        |        |        |
|                |                            |                |              |              |             |             |        |        |
| Inscrits       | Inscrits                   | Inscrits       | 1 254        | 100,00       | 1 254       | 100,00      |        |        |
| Abstentions    | Abstentions                | Abstentions    | 286          | 22,81        | 259         | 20,65       |        |        |
| Votants        | Votants                    | Votants        | 968          | 77,19        | 995         | 79,35       |        |        |
| Blancs et nuls | Blancs et nuls             | Blancs et nuls | 43           | 4,44         | 18          | 1,81        |        |        |
| Exprimés       | Exprimés                   | Exprimés       | 925          | 95,56        | 977         | 98,19       |        |        |

### Castillonnès
- Maire sortant : Pierre Sicaud
- 15 sièges à pourvoir au conseil municipal (population légale 2011 : 1 397 habitants)
- 3 sièges à pourvoir au conseil communautaire (CC des Bastides en Haut-Agenais Périgord)

|                          | Pierre Sicaud * | UMP            | 486 | 100,00 | 15 | 3 |  |  |
|                          |                 |                |     |        |    |   |  |  |
| Inscrits                 | Inscrits        | Inscrits       | 971 | 100,00 |    |   |  |  |
| Abstentions              | Abstentions     | Abstentions    | 305 | 31,41  |    |   |  |  |
| Votants                  | Votants         | Votants        | 666 | 68,59  |    |   |  |  |
| Blancs et nuls           | Blancs et nuls  | Blancs et nuls | 180 | 27,03  |    |   |  |  |
| Exprimés                 | Exprimés        | Exprimés       | 486 | 72,97  |    |   |  |  |
| * Liste du maire sortant |                 |                |     |        |    |   |  |  |

### Clairac
- Maire sortant : Françoise Bize
- 19 sièges à pourvoir au conseil municipal (population légale 2011 : 2 466 habitants)
- 3 sièges à pourvoir au conseil communautaire (CA Val de Garonne Agglomération)

|                | Michel Perat     | DVD            | 676   | 56,80  | 16 | 2 |  |  |
|                | Bernard Cabane   | DVG            | 404   | 33,94  | 3  | 1 |  |  |
|                | Gisèle Pommerais | SE             | 110   | 9,24   |    |   |  |  |
|                |                  |                |       |        |    |   |  |  |
| Inscrits       | Inscrits         | Inscrits       | 1 724 | 100,00 |    |   |  |  |
| Abstentions    | Abstentions      | Abstentions    | 430   | 24,94  |    |   |  |  |
| Votants        | Votants          | Votants        | 1 294 | 75,06  |    |   |  |  |
| Blancs et nuls | Blancs et nuls   | Blancs et nuls | 104   | 8,04   |    |   |  |  |
| Exprimés       | Exprimés         | Exprimés       | 1 190 | 91,96  |    |   |  |  |

### Cocumont
- Maire sortant : Jean-Luc Armand
- 15 sièges à pourvoir au conseil municipal (population légale 2011 : 1 009 habitants)
- 2 sièges à pourvoir au conseil communautaire (CA Val de Garonne Agglomération)

|                          | Jean-Luc Armand * | DVG            | 482 | 100,00 | 15 | 2 |  |  |
|                          |                   |                |     |        |    |   |  |  |
| Inscrits                 | Inscrits          | Inscrits       | 812 | 100,00 |    |   |  |  |
| Abstentions              | Abstentions       | Abstentions    | 190 | 23,40  |    |   |  |  |
| Votants                  | Votants           | Votants        | 622 | 76,60  |    |   |  |  |
| Blancs et nuls           | Blancs et nuls    | Blancs et nuls | 140 | 22,51  |    |   |  |  |
| Exprimés                 | Exprimés          | Exprimés       | 482 | 77,49  |    |   |  |  |
| * Liste du maire sortant |                   |                |     |        |    |   |  |  |

### Colayrac-Saint-Cirq
- Maire sortant : François Chalmel
- 23 sièges à pourvoir au conseil municipal (population légale 2011 : 2 857 habitants)
- 1 sièges à pourvoir au conseil communautaire (CA Agglomération d'Agen)

|                | Pascal De Sermet  | DVD            | 800   | 52,84  | 18 | 1 |  |  |
|                | Françoise Olivier | DVD            | 714   | 47,15  | 5  |   |  |  |
|                |                   |                |       |        |    |   |  |  |
| Inscrits       | Inscrits          | Inscrits       | 2 162 | 100,00 |    |   |  |  |
| Abstentions    | Abstentions       | Abstentions    | 540   | 24,98  |    |   |  |  |
| Votants        | Votants           | Votants        | 1 622 | 75,02  |    |   |  |  |
| Blancs et nuls | Blancs et nuls    | Blancs et nuls | 108   | 6,66   |    |   |  |  |
| Exprimés       | Exprimés          | Exprimés       | 1 514 | 93,34  |    |   |  |  |

### Damazan
- Maire sortant : Michel Masset
- 15 sièges à pourvoir au conseil municipal (population légale 2011 : 1 296 habitants)
- 3 sièges à pourvoir au conseil communautaire (CC du Confluent et des Coteaux de Prayssas)

|                          | Michel Masset * | SE             | 517 | 100,00 | 15 | 3 |  |  |
|                          |                 |                |     |        |    |   |  |  |
| Inscrits                 | Inscrits        | Inscrits       | 958 | 100,00 |    |   |  |  |
| Abstentions              | Abstentions     | Abstentions    | 310 | 32,36  |    |   |  |  |
| Votants                  | Votants         | Votants        | 648 | 67,64  |    |   |  |  |
| Blancs et nuls           | Blancs et nuls  | Blancs et nuls | 131 | 20,22  |    |   |  |  |
| Exprimés                 | Exprimés        | Exprimés       | 517 | 79,78  |    |   |  |  |
| * Liste du maire sortant |                 |                |     |        |    |   |  |  |

### Duras
- Maire sortant : Bernadette Dreux
- 15 sièges à pourvoir au conseil municipal (population légale 2011 : 1 326 habitants)
- 5 sièges à pourvoir au conseil communautaire (CC du Pays de Duras)

|                          | Bernadette Dreux * | DVD            | 438 | 100,00 | 15 | 5 |  |  |
|                          |                    |                |     |        |    |   |  |  |
| Inscrits                 | Inscrits           | Inscrits       | 933 | 100,00 |    |   |  |  |
| Abstentions              | Abstentions        | Abstentions    | 299 | 32,05  |    |   |  |  |
| Votants                  | Votants            | Votants        | 634 | 67,95  |    |   |  |  |
| Blancs et nuls           | Blancs et nuls     | Blancs et nuls | 196 | 30,91  |    |   |  |  |
| Exprimés                 | Exprimés           | Exprimés       | 438 | 69,09  |    |   |  |  |
| * Liste du maire sortant |                    |                |     |        |    |   |  |  |

### Estillac
- Maire sortant : Jean-Marc Gilly
- 19 sièges à pourvoir au conseil municipal (population légale 2011 : 1 932 habitants)
- 1 sièges à pourvoir au conseil communautaire (CA Agglomération d'Agen)

|                          | Jean Marc Gilly * | DVD            | 822   | 100,00 | 19 | 1 |  |  |
|                          |                   |                |       |        |    |   |  |  |
| Inscrits                 | Inscrits          | Inscrits       | 1 482 | 100,00 |    |   |  |  |
| Abstentions              | Abstentions       | Abstentions    | 492   | 33,20  |    |   |  |  |
| Votants                  | Votants           | Votants        | 990   | 66,80  |    |   |  |  |
| Blancs et nuls           | Blancs et nuls    | Blancs et nuls | 168   | 16,97  |    |   |  |  |
| Exprimés                 | Exprimés          | Exprimés       | 822   | 83,03  |    |   |  |  |
| * Liste du maire sortant |                   |                |       |        |    |   |  |  |

### Foulayronnes
- Maire sortant : Jean-Michel Drapé (DVD)
- 29 sièges à pourvoir au conseil municipal (population légale 2011 : 5 095 habitants)
- 3 sièges à pourvoir au conseil communautaire (CA Agglomération d'Agen)

| Tête de liste  | Tête de liste     | Liste          | Premier tour | Premier tour | Second tour | Second tour | Sièges | Sièges |
| Tête de liste  | Tête de liste     | Liste          | Voix         | %            | Voix        | %           | CM     | CC     |
| -------------- | ----------------- | -------------- | ------------ | ------------ | ----------- | ----------- | ------ | ------ |
|                | Bruno Dubos       | DVD            | 1 391        | 46,94        | 1 816       | 63,78       | 24     | 2      |
|                | Clarisse Maillard | SE             |              |              | 1 031       | 36,21       | 5      | 1      |
|                | Jean-Michel Drapé | DVD            | 887          | 29,93        |             |             |        |        |
|                | Richard Luna      | DVG            | 685          | 23,11        |             |             |        |        |
|                |                   |                |              |              |             |             |        |        |
| Inscrits       | Inscrits          | Inscrits       | 4 188        | 100,00       | 4 169       | 100,00      |        |        |
| Abstentions    | Abstentions       | Abstentions    | 1 118        | 26,70        | 1 128       | 27,06       |        |        |
| Votants        | Votants           | Votants        | 3 070        | 73,30        | 3 041       | 72,94       |        |        |
| Blancs et nuls | Blancs et nuls    | Blancs et nuls | 107          | 3,49         | 194         | 6,38        |        |        |
| Exprimés       | Exprimés          | Exprimés       | 2 963        | 96,51        | 2 847       | 93,62       |        |        |

### Fourques-sur-Garonne
- Maire sortant : Jacques Bilirit
- 15 sièges à pourvoir au conseil municipal (population légale 2011 : 1 257 habitants)
- 2 sièges à pourvoir au conseil communautaire (CA Val de Garonne Agglomération)

|                          | Jacques Bilirit * | DVG            | 566   | 100,00 | 15 | 2 |  |  |
|                          |                   |                |       |        |    |   |  |  |
| Inscrits                 | Inscrits          | Inscrits       | 1 031 | 100,00 |    |   |  |  |
| Abstentions              | Abstentions       | Abstentions    | 290   | 28,13  |    |   |  |  |
| Votants                  | Votants           | Votants        | 741   | 71,87  |    |   |  |  |
| Blancs et nuls           | Blancs et nuls    | Blancs et nuls | 175   | 23,62  |    |   |  |  |
| Exprimés                 | Exprimés          | Exprimés       | 566   | 76,38  |    |   |  |  |
| * Liste du maire sortant |                   |                |       |        |    |   |  |  |

### Fumel
- Maire sortant : Jean-Louis Costes (UMP)
- 29 sièges à pourvoir au conseil municipal (population légale 2011 : 5 154 habitants)
- 9 sièges à pourvoir au conseil communautaire (CC Fumel Vallée du Lot)

|                          | Jean-Louis Costes * | DVD            | 1 665 | 66,25  | 24 | 8 |  |  |
|                          | Brigitte Picco      | DVG            | 848   | 33,74  | 5  | 1 |  |  |
|                          |                     |                |       |        |    |   |  |  |
| Inscrits                 | Inscrits            | Inscrits       | 3 858 | 100,00 |    |   |  |  |
| Abstentions              | Abstentions         | Abstentions    | 1 153 | 29,89  |    |   |  |  |
| Votants                  | Votants             | Votants        | 2 705 | 70,11  |    |   |  |  |
| Blancs et nuls           | Blancs et nuls      | Blancs et nuls | 192   | 7,10   |    |   |  |  |
| Exprimés                 | Exprimés            | Exprimés       | 2 513 | 92,90  |    |   |  |  |
| * Liste du maire sortant |                     |                |       |        |    |   |  |  |

### Gontaud-de-Nogaret
- Maire sortant : Thierry Constans
- 19 sièges à pourvoir au conseil municipal (population légale 2011 : 1 638 habitants)
- 2 sièges à pourvoir au conseil communautaire (CA Val de Garonne Agglomération)

|                          | Thierry Constans * | DVD            | 511   | 56,90  | 15 | 2 |  |  |
|                          | Hubert De Ricaud   | DVD            | 387   | 43,09  | 4  |   |  |  |
|                          |                    |                |       |        |    |   |  |  |
| Inscrits                 | Inscrits           | Inscrits       | 1 185 | 100,00 |    |   |  |  |
| Abstentions              | Abstentions        | Abstentions    | 244   | 20,59  |    |   |  |  |
| Votants                  | Votants            | Votants        | 941   | 79,41  |    |   |  |  |
| Blancs et nuls           | Blancs et nuls     | Blancs et nuls | 43    | 4,57   |    |   |  |  |
| Exprimés                 | Exprimés           | Exprimés       | 898   | 95,43  |    |   |  |  |
| * Liste du maire sortant |                    |                |       |        |    |   |  |  |

### Lafox
- Maire sortant : Christine Bonfanti-Dossat
- 15 sièges à pourvoir au conseil municipal (population légale 2011 : 1 157 habitants)
- 1 sièges à pourvoir au conseil communautaire (CA Agglomération d'Agen)

|                          | Christine Bonfanti-Dossat * | UMP            | 452 | 100,00 | 15 | 1 |  |  |
|                          |                             |                |     |        |    |   |  |  |
| Inscrits                 | Inscrits                    | Inscrits       | 905 | 100,00 |    |   |  |  |
| Abstentions              | Abstentions                 | Abstentions    | 347 | 38,34  |    |   |  |  |
| Votants                  | Votants                     | Votants        | 558 | 61,66  |    |   |  |  |
| Blancs et nuls           | Blancs et nuls              | Blancs et nuls | 106 | 19,00  |    |   |  |  |
| Exprimés                 | Exprimés                    | Exprimés       | 452 | 81,00  |    |   |  |  |
| * Liste du maire sortant |                             |                |     |        |    |   |  |  |

### Laplume
- Maire sortant : Éric Bacqua
- 15 sièges à pourvoir au conseil municipal (population légale 2011 : 1 416 habitants)
- 1 sièges à pourvoir au conseil communautaire (CA Agglomération d'Agen)

|                          | Éric Bacqua *  | SE             | 502   | 100,00 | 15 | 1 |  |  |
|                          |                |                |       |        |    |   |  |  |
| Inscrits                 | Inscrits       | Inscrits       | 1 033 | 100,00 |    |   |  |  |
| Abstentions              | Abstentions    | Abstentions    | 346   | 33,49  |    |   |  |  |
| Votants                  | Votants        | Votants        | 687   | 66,51  |    |   |  |  |
| Blancs et nuls           | Blancs et nuls | Blancs et nuls | 185   | 26,93  |    |   |  |  |
| Exprimés                 | Exprimés       | Exprimés       | 502   | 73,07  |    |   |  |  |
| * Liste du maire sortant |                |                |       |        |    |   |  |  |

### Laroque-Timbaut
- Maire sortant : Georges Denys
- 19 sièges à pourvoir au conseil municipal (population légale 2011 : 1 546 habitants)
- 3 sièges à pourvoir au conseil communautaire (CA du Grand Villeneuvois)

|                          | Lionel Falcoz   | SE             | 495   | 55,74  | 15 | 2 |  |  |
|                          | Georges Denys * | PS-PCF-EELV    | 393   | 44,25  | 4  | 1 |  |  |
|                          |                 |                |       |        |    |   |  |  |
| Inscrits                 | Inscrits        | Inscrits       | 1 189 | 100,00 |    |   |  |  |
| Abstentions              | Abstentions     | Abstentions    | 238   | 20,02  |    |   |  |  |
| Votants                  | Votants         | Votants        | 951   | 79,98  |    |   |  |  |
| Blancs et nuls           | Blancs et nuls  | Blancs et nuls | 63    | 6,62   |    |   |  |  |
| Exprimés                 | Exprimés        | Exprimés       | 888   | 93,38  |    |   |  |  |
| * Liste du maire sortant |                 |                |       |        |    |   |  |  |

### Lavardac
- Maire sortant : Étienne Gauteron
- 19 sièges à pourvoir au conseil municipal (population légale 2011 : 2 251 habitants)
- 5 sièges à pourvoir au conseil communautaire (CC Albret Communauté)

|                | Philippe Barrere | SE             | 692   | 60,06  | 16 | 4 |  |  |
|                | Julien Bidan     | SE             | 460   | 39,93  | 3  | 1 |  |  |
|                |                  |                |       |        |    |   |  |  |
| Inscrits       | Inscrits         | Inscrits       | 1 743 | 100,00 |    |   |  |  |
| Abstentions    | Abstentions      | Abstentions    | 518   | 29,72  |    |   |  |  |
| Votants        | Votants          | Votants        | 1 225 | 70,28  |    |   |  |  |
| Blancs et nuls | Blancs et nuls   | Blancs et nuls | 73    | 5,96   |    |   |  |  |
| Exprimés       | Exprimés         | Exprimés       | 1 152 | 94,04  |    |   |  |  |

### Layrac
- Maire sortant : Pierre Pujol (UDI)
- 27 sièges à pourvoir au conseil municipal (population légale 2011 : 3 542 habitants)
- 2 sièges à pourvoir au conseil communautaire (CA Agglomération d'Agen)

| Tête de liste            | Tête de liste    | Liste          | Premier tour | Premier tour | Second tour | Second tour | Sièges | Sièges |
| Tête de liste            | Tête de liste    | Liste          | Voix         | %            | Voix        | %           | CM     | CC     |
| ------------------------ | ---------------- | -------------- | ------------ | ------------ | ----------- | ----------- | ------ | ------ |
|                          | Pierre Pujol *   | DVD            | 638          | 34,26        | 762         | 38,75       | 5      |        |
|                          | Rémi Constans    | DVD            | 587          | 31,52        | 786         | 39,97       | 19     | 2      |
|                          | Philippe Marulaz | DVG            | 426          | 22,87        | 418         | 21,26       | 3      |        |
|                          | Chantal Castaing | DVD            | 211          | 11,33        |             |             |        |        |
|                          |                  |                |              |              |             |             |        |        |
| Inscrits                 | Inscrits         | Inscrits       | 2 908        | 100,00       | 2 908       | 100,00      |        |        |
| Abstentions              | Abstentions      | Abstentions    | 968          | 33,29        | 896         | 30,81       |        |        |
| Votants                  | Votants          | Votants        | 1 940        | 66,71        | 2 012       | 69,19       |        |        |
| Blancs et nuls           | Blancs et nuls   | Blancs et nuls | 78           | 4,02         | 46          | 2,29        |        |        |
| Exprimés                 | Exprimés         | Exprimés       | 1 862        | 95,98        | 1 966       | 97,71       |        |        |
| * Liste du maire sortant |                  |                |              |              |             |             |        |        |

### Le Mas-d'Agenais
- Maire sortant : Sylvie Barbe
- 15 sièges à pourvoir au conseil municipal (population légale 2011 : 1 445 habitants)
- 2 sièges à pourvoir au conseil communautaire (CA Val de Garonne Agglomération)

| Tête de liste  | Tête de liste  | Liste          | Premier tour | Premier tour | Second tour | Second tour | Sièges | Sièges |
| Tête de liste  | Tête de liste  | Liste          | Voix         | %            | Voix        | %           | CM     | CC     |
| -------------- | -------------- | -------------- | ------------ | ------------ | ----------- | ----------- | ------ | ------ |
|                | Francis Duthil | DVG            | 384          | 45,65        | 442         | 52,43       | 12     | 2      |
|                | Monique Combes | DVD            | 295          | 35,07        | 401         | 47,56       | 3      |        |
|                | Claude Lagarde | SE             | 162          | 19,26        |             |             |        |        |
|                |                |                |              |              |             |             |        |        |
| Inscrits       | Inscrits       | Inscrits       | 1 071        | 100,00       | 1 071       | 100,00      |        |        |
| Abstentions    | Abstentions    | Abstentions    | 195          | 18,21        | 185         | 17,27       |        |        |
| Votants        | Votants        | Votants        | 876          | 81,79        | 886         | 82,73       |        |        |
| Blancs et nuls | Blancs et nuls | Blancs et nuls | 35           | 4,00         | 43          | 4,85        |        |        |
| Exprimés       | Exprimés       | Exprimés       | 841          | 96,00        | 843         | 95,15       |        |        |

### Le Passage
- Maire sortant : Jean Barrull (DVD)
- 29 sièges à pourvoir au conseil municipal (population légale 2011 : 9 389 habitants)
- 6 sièges à pourvoir au conseil communautaire (CA Agglomération d'Agen)

| Tête de liste  | Tête de liste      | Liste          | Premier tour | Premier tour | Second tour | Second tour | Sièges | Sièges |
| Tête de liste  | Tête de liste      | Liste          | Voix         | %            | Voix        | %           | CM     | CC     |
| -------------- | ------------------ | -------------- | ------------ | ------------ | ----------- | ----------- | ------ | ------ |
|                | Francis Garcia     | PS-PCF-EELV    | 1 323        | 29,71        | 1 615       | 35,24       | 20     | 5      |
|                | Christophe Bocquet | UMP-UDI        | 1 275        | 28,63        | 1 595       | 34,81       | 5      | 1      |
|                | Corinne Griffond   | UDI            | 936          | 21,01        | 658         | 14,36       | 2      |        |
|                | Sébastien Delbosq  | FN             | 919          | 20,63        | 714         | 15,58       | 2      |        |
|                |                    |                |              |              |             |             |        |        |
| Inscrits       | Inscrits           | Inscrits       | 7 079        | 100,00       | 7 075       | 100,00      |        |        |
| Abstentions    | Abstentions        | Abstentions    | 2 439        | 34,45        | 2 344       | 33,13       |        |        |
| Votants        | Votants            | Votants        | 4 640        | 65,55        | 4 731       | 66,87       |        |        |
| Blancs et nuls | Blancs et nuls     | Blancs et nuls | 187          | 4,03         | 149         | 3,15        |        |        |
| Exprimés       | Exprimés           | Exprimés       | 4 453        | 95,97        | 4 582       | 96,85       |        |        |

### Lédat
- Maire sortant : Christian Rousseau
- 15 sièges à pourvoir au conseil municipal (population légale 2011 : 1 288 habitants)
- 2 sièges à pourvoir au conseil communautaire (CA du Grand Villeneuvois)

|                          | Christian Rousseau * | DVD            | 421 | 61,54  | 12 | 2 |  |  |
|                          | Serge Leonard        | DVD            | 263 | 38,45  | 3  |   |  |  |
|                          |                      |                |     |        |    |   |  |  |
| Inscrits                 | Inscrits             | Inscrits       | 989 | 100,00 |    |   |  |  |
| Abstentions              | Abstentions          | Abstentions    | 247 | 24,97  |    |   |  |  |
| Votants                  | Votants              | Votants        | 742 | 75,03  |    |   |  |  |
| Blancs et nuls           | Blancs et nuls       | Blancs et nuls | 58  | 7,82   |    |   |  |  |
| Exprimés                 | Exprimés             | Exprimés       | 684 | 92,18  |    |   |  |  |
| * Liste du maire sortant |                      |                |     |        |    |   |  |  |

### Marmande
- Maire sortant : Gérard Gouzes (PS)
- 33 sièges à pourvoir au conseil municipal (population légale 2011 : 18 218 habitants)
- 15 sièges à pourvoir au conseil communautaire (CA Val de Garonne Agglomération)

| Tête de liste            | Tête de liste   | Liste          | Premier tour | Premier tour | Second tour | Second tour | Sièges | Sièges |
| Tête de liste            | Tête de liste   | Liste          | Voix         | %            | Voix        | %           | CM     | CC     |
| ------------------------ | --------------- | -------------- | ------------ | ------------ | ----------- | ----------- | ------ | ------ |
|                          | Daniel Benquet  | DVD            | 3 312        | 43,00        | 4 561       | 54,10       | 26     | 12     |
|                          | Gérard Gouzes * | PS-PCF-EELV    | 2 986        | 38,76        | 3 122       | 37,03       | 6      | 3      |
|                          | Laurent Gay     | FN             | 1 404        | 18,22        | 747         | 8,86        | 1      |        |
|                          |                 |                |              |              |             |             |        |        |
| Inscrits                 | Inscrits        | Inscrits       | 12 426       | 100,00       | 12 427      | 100,00      |        |        |
| Abstentions              | Abstentions     | Abstentions    | 4 335        | 34,89        | 3 741       | 30,10       |        |        |
| Votants                  | Votants         | Votants        | 8 091        | 65,11        | 8 686       | 69,90       |        |        |
| Blancs et nuls           | Blancs et nuls  | Blancs et nuls | 389          | 4,81         | 256         | 2,95        |        |        |
| Exprimés                 | Exprimés        | Exprimés       | 7 702        | 95,19        | 8 430       | 97,05       |        |        |
| * Liste du maire sortant |                 |                |              |              |             |             |        |        |

### Meilhan-sur-Garonne
- Maire sortant : Régine Povéda
- 15 sièges à pourvoir au conseil municipal (population légale 2011 : 1 351 habitants)
- 2 sièges à pourvoir au conseil communautaire (CA Val de Garonne Agglomération)

|                          | Régine Povéda * | DVG            | 451 | 60,13  | 12 | 2 |  |  |
|                          | Jean Barbe      | SE             | 299 | 39,86  | 3  |   |  |  |
|                          |                 |                |     |        |    |   |  |  |
| Inscrits                 | Inscrits        | Inscrits       | 953 | 100,00 |    |   |  |  |
| Abstentions              | Abstentions     | Abstentions    | 149 | 15,63  |    |   |  |  |
| Votants                  | Votants         | Votants        | 804 | 84,37  |    |   |  |  |
| Blancs et nuls           | Blancs et nuls  | Blancs et nuls | 54  | 6,72   |    |   |  |  |
| Exprimés                 | Exprimés        | Exprimés       | 750 | 93,28  |    |   |  |  |
| * Liste du maire sortant |                 |                |     |        |    |   |  |  |

### Mézin
- Maire sortant : Christian Bataille
- 15 sièges à pourvoir au conseil municipal (population légale 2011 : 1 494 habitants)
- 7 sièges à pourvoir au conseil communautaire (CC Albret Communauté)

|                          | Jacques Lambert      | SE             | 429   | 54,58  | 12 | 6 |  |  |
|                          | Christian Bataille * | DVG            | 357   | 45,41  | 3  | 1 |  |  |
|                          |                      |                |       |        |    |   |  |  |
| Inscrits                 | Inscrits             | Inscrits       | 1 075 | 100,00 |    |   |  |  |
| Abstentions              | Abstentions          | Abstentions    | 224   | 20,84  |    |   |  |  |
| Votants                  | Votants              | Votants        | 851   | 79,16  |    |   |  |  |
| Blancs et nuls           | Blancs et nuls       | Blancs et nuls | 65    | 7,64   |    |   |  |  |
| Exprimés                 | Exprimés             | Exprimés       | 786   | 92,36  |    |   |  |  |
| * Liste du maire sortant |                      |                |       |        |    |   |  |  |

### Miramont-de-Guyenne
- Maire sortant : Alain Jordana (SE)
- 23 sièges à pourvoir au conseil municipal (population légale 2011 : 3 326 habitants)
- 9 sièges à pourvoir au conseil communautaire (CC du Pays de Lauzun)

|                          | Michel Laplanche | DVD            | 874   | 53,48  | 18 | 7 |  |  |
|                          | Alain Jordana *  | DVG            | 760   | 46,51  | 5  | 2 |  |  |
|                          |                  |                |       |        |    |   |  |  |
| Inscrits                 | Inscrits         | Inscrits       | 2 322 | 100,00 |    |   |  |  |
| Abstentions              | Abstentions      | Abstentions    | 625   | 26,92  |    |   |  |  |
| Votants                  | Votants          | Votants        | 1 697 | 73,08  |    |   |  |  |
| Blancs et nuls           | Blancs et nuls   | Blancs et nuls | 63    | 3,71   |    |   |  |  |
| Exprimés                 | Exprimés         | Exprimés       | 1 634 | 96,29  |    |   |  |  |
| * Liste du maire sortant |                  |                |       |        |    |   |  |  |

### Moirax
- Maire sortant : Henri Tandonnet
- 15 sièges à pourvoir au conseil municipal (population légale 2011 : 1 147 habitants)
- 1 sièges à pourvoir au conseil communautaire (CA Agglomération d'Agen)

|                          | Henri Tandonnet * | UDI            | 384 | 56,72  | 12 | 1 |  |  |
|                          | Daniel Barbiero   | SE             | 293 | 43,27  | 3  |   |  |  |
|                          |                   |                |     |        |    |   |  |  |
| Inscrits                 | Inscrits          | Inscrits       | 934 | 100,00 |    |   |  |  |
| Abstentions              | Abstentions       | Abstentions    | 236 | 25,27  |    |   |  |  |
| Votants                  | Votants           | Votants        | 698 | 74,73  |    |   |  |  |
| Blancs et nuls           | Blancs et nuls    | Blancs et nuls | 21  | 3,01   |    |   |  |  |
| Exprimés                 | Exprimés          | Exprimés       | 677 | 96,99  |    |   |  |  |
| * Liste du maire sortant |                   |                |     |        |    |   |  |  |

### Monflanquin
- Maire sortant : Francis Bordes
- 19 sièges à pourvoir au conseil municipal (population légale 2011 : 2 359 habitants)
- 3 sièges à pourvoir au conseil communautaire (CC des Bastides en Haut-Agenais Périgord)

| Tête de liste  | Tête de liste            | Liste          | Premier tour | Premier tour | Second tour | Second tour | Sièges | Sièges |
| Tête de liste  | Tête de liste            | Liste          | Voix         | %            | Voix        | %           | CM     | CC     |
| -------------- | ------------------------ | -------------- | ------------ | ------------ | ----------- | ----------- | ------ | ------ |
|                | Patrick Weick            | DVD            | 610          | 45,01        | 683         | 45,83       | 4      | 1      |
|                | Nathalie Founaud-veysset | DVG            | 576          | 42,50        | 692         | 46,44       | 15     | 2      |
|                | Jacques Malbec           | DVD            | 169          | 12,47        | 115         | 7,71        |        |        |
|                |                          |                |              |              |             |             |        |        |
| Inscrits       | Inscrits                 | Inscrits       | 1 852        | 100,00       | 1 852       | 100,00      |        |        |
| Abstentions    | Abstentions              | Abstentions    | 433          | 23,38        | 328         | 17,71       |        |        |
| Votants        | Votants                  | Votants        | 1 419        | 76,62        | 1 524       | 82,29       |        |        |
| Blancs et nuls | Blancs et nuls           | Blancs et nuls | 64           | 4,51         | 34          | 2,23        |        |        |
| Exprimés       | Exprimés                 | Exprimés       | 1 355        | 95,49        | 1 490       | 97,77       |        |        |

### Monsempron-Libos
- Maire sortant : Jean-Jacques Brouillet
- 19 sièges à pourvoir au conseil municipal (population légale 2011 : 2 045 habitants)
- 3 sièges à pourvoir au conseil communautaire (CC Fumel Vallée du Lot)

|                          | Jean-Jacques Brouillet * | DVD            | 723   | 66,45  | 17 | 3 |  |  |
|                          | Pierre Simon             | DVG            | 262   | 24,08  | 2  |   |  |  |
|                          | Ignace Garay             | EXG            | 103   | 9,46   |    |   |  |  |
|                          |                          |                |       |        |    |   |  |  |
| Inscrits                 | Inscrits                 | Inscrits       | 1 624 | 100,00 |    |   |  |  |
| Abstentions              | Abstentions              | Abstentions    | 490   | 30,17  |    |   |  |  |
| Votants                  | Votants                  | Votants        | 1 134 | 69,83  |    |   |  |  |
| Blancs et nuls           | Blancs et nuls           | Blancs et nuls | 46    | 4,06   |    |   |  |  |
| Exprimés                 | Exprimés                 | Exprimés       | 1 088 | 95,94  |    |   |  |  |
| * Liste du maire sortant |                          |                |       |        |    |   |  |  |

### Montayral
- Maire sortant : Jean-Michel Egretaud
- 23 sièges à pourvoir au conseil municipal (population légale 2011 : 2 817 habitants)
- 5 sièges à pourvoir au conseil communautaire (CC Fumel Vallée du Lot)

|                | Jean-François Ségala | PS-PCF-EELV    | 848   | 55,24  | 18 | 5 |  |  |
|                | Sébastien Malbec     | SE             | 364   | 23,71  | 3  |   |  |  |
|                | Daniel Brouttier     | SE             | 323   | 21,04  | 2  |   |  |  |
|                |                      |                |       |        |    |   |  |  |
| Inscrits       | Inscrits             | Inscrits       | 2 310 | 100,00 |    |   |  |  |
| Abstentions    | Abstentions          | Abstentions    | 698   | 30,22  |    |   |  |  |
| Votants        | Votants              | Votants        | 1 612 | 69,78  |    |   |  |  |
| Blancs et nuls | Blancs et nuls       | Blancs et nuls | 77    | 4,78   |    |   |  |  |
| Exprimés       | Exprimés             | Exprimés       | 1 535 | 95,22  |    |   |  |  |

### Nérac
- Maire sortant : Nicolas Lacombe (PS)
- 29 sièges à pourvoir au conseil municipal (population légale 2011 : 7 106 habitants)
- 14 sièges à pourvoir au conseil communautaire (CC Albret Communauté)

|                          | Nicolas Lacombe *   | PS-PCF-EELV    | 2 230 | 59,89  | 24 | 12 |  |  |
|                          | Bernard Dalies      | UMP-UDI        | 1 301 | 34,94  | 5  | 2  |  |  |
|                          | Jean-Pierre Pierdon | DVG            | 192   | 5,15   |    |    |  |  |
|                          |                     |                |       |        |    |    |  |  |
| Inscrits                 | Inscrits            | Inscrits       | 5 484 | 100,00 |    |    |  |  |
| Abstentions              | Abstentions         | Abstentions    | 1 605 | 29,27  |    |    |  |  |
| Votants                  | Votants             | Votants        | 3 879 | 70,73  |    |    |  |  |
| Blancs et nuls           | Blancs et nuls      | Blancs et nuls | 156   | 4,02   |    |    |  |  |
| Exprimés                 | Exprimés            | Exprimés       | 3 723 | 95,98  |    |    |  |  |
| * Liste du maire sortant |                     |                |       |        |    |    |  |  |

### Penne-d'Agenais
- Maire sortant : Arnaud Devilliers
- 19 sièges à pourvoir au conseil municipal (population légale 2011 : 2 372 habitants)
- 5 sièges à pourvoir au conseil communautaire (CC Fumel Vallée du Lot)

|                          | Arnaud Devilliers * | DVD            | 655   | 50,81  | 15 | 4 |  |  |
|                          | Jean-Noël Denis     | DVG            | 496   | 38,47  | 3  | 1 |  |  |
|                          | Gérard Combettes    | SE             | 138   | 10,70  | 1  |   |  |  |
|                          |                     |                |       |        |    |   |  |  |
| Inscrits                 | Inscrits            | Inscrits       | 1 867 | 100,00 |    |   |  |  |
| Abstentions              | Abstentions         | Abstentions    | 512   | 27,42  |    |   |  |  |
| Votants                  | Votants             | Votants        | 1 355 | 72,58  |    |   |  |  |
| Blancs et nuls           | Blancs et nuls      | Blancs et nuls | 66    | 4,87   |    |   |  |  |
| Exprimés                 | Exprimés            | Exprimés       | 1 289 | 95,13  |    |   |  |  |
| * Liste du maire sortant |                     |                |       |        |    |   |  |  |

### Pont-du-Casse
- Maire sortant : Gilbert Fongaro (UMP)
- 27 sièges à pourvoir au conseil municipal (population légale 2011 : 4 299 habitants)
- 2 sièges à pourvoir au conseil communautaire (CA Agglomération d'Agen)

| Tête de liste  | Tête de liste     | Liste          | Premier tour | Premier tour | Second tour | Second tour | Sièges | Sièges |
| Tête de liste  | Tête de liste     | Liste          | Voix         | %            | Voix        | %           | CM     | CC     |
| -------------- | ----------------- | -------------- | ------------ | ------------ | ----------- | ----------- | ------ | ------ |
|                | Christian Delbrel | SE             | 1 042        | 43,00        | 1 503       | 63,20       | 22     | 2      |
|                | Daniel Fongaro    | DVD            | 852          | 35,16        | 875         | 36,79       | 5      |        |
|                | Daniel Pagotto    | PS             | 529          | 21,83        |             |             |        |        |
|                |                   |                |              |              |             |             |        |        |
| Inscrits       | Inscrits          | Inscrits       | 3 314        | 100,00       | 3 314       | 100,00      |        |        |
| Abstentions    | Abstentions       | Abstentions    | 796          | 24,02        | 765         | 23,08       |        |        |
| Votants        | Votants           | Votants        | 2 518        | 75,98        | 2 549       | 76,92       |        |        |
| Blancs et nuls | Blancs et nuls    | Blancs et nuls | 95           | 3,77         | 171         | 6,71        |        |        |
| Exprimés       | Exprimés          | Exprimés       | 2 423        | 96,23        | 2 378       | 93,29       |        |        |

### Port-Sainte-Marie
- Maire sortant : Jacky Larroy
- 19 sièges à pourvoir au conseil municipal (population légale 2011 : 1 986 habitants)
- 4 sièges à pourvoir au conseil communautaire (CC du Confluent et des Coteaux de Prayssas)

|                | William Kherif | DVD            | 403   | 53,73  | 15 | 3 |  |  |
|                | Joël Bégué     | SE             | 347   | 46,26  | 4  | 1 |  |  |
|                |                |                |       |        |    |   |  |  |
| Inscrits       | Inscrits       | Inscrits       | 1 164 | 100,00 |    |   |  |  |
| Abstentions    | Abstentions    | Abstentions    | 352   | 30,24  |    |   |  |  |
| Votants        | Votants        | Votants        | 812   | 69,76  |    |   |  |  |
| Blancs et nuls | Blancs et nuls | Blancs et nuls | 62    | 7,64   |    |   |  |  |
| Exprimés       | Exprimés       | Exprimés       | 750   | 92,36  |    |   |  |  |

### Pujols
- Maire sortant : André Garrigues (PS)
- 27 sièges à pourvoir au conseil municipal (population légale 2011 : 3 607 habitants)
- 4 sièges à pourvoir au conseil communautaire (CA du Grand Villeneuvois)

| Tête de liste  | Tête de liste         | Liste          | Premier tour | Premier tour | Second tour | Second tour | Sièges | Sièges |
| Tête de liste  | Tête de liste         | Liste          | Voix         | %            | Voix        | %           | CM     | CC     |
| -------------- | --------------------- | -------------- | ------------ | ------------ | ----------- | ----------- | ------ | ------ |
|                | Jean Luc Galinou      | DVD            | 627          | 32,41        | 894         | 44,47       | 6      | 1      |
|                | Yvon Ventadoux        | DVG            | 569          | 29,42        | 965         | 48,00       | 20     | 3      |
|                | Daniel Barrau         | PS             | 515          | 26,62        |             |             |        |        |
|                | Claudie Cerda-Rivière | Sans étiquette | 223          | 11,53        | 151         | 7,51        | 1      |        |
|                |                       |                |              |              |             |             |        |        |
| Inscrits       | Inscrits              | Inscrits       | 2 939        | 100,00       | 2 939       | 100,00      |        |        |
| Abstentions    | Abstentions           | Abstentions    | 895          | 30,45        | 847         | 28,82       |        |        |
| Votants        | Votants               | Votants        | 2 044        | 69,55        | 2 092       | 71,18       |        |        |
| Blancs et nuls | Blancs et nuls        | Blancs et nuls | 110          | 5,38         | 82          | 3,92        |        |        |
| Exprimés       | Exprimés              | Exprimés       | 1 934        | 94,62        | 2 010       | 96,08       |        |        |

### Roquefort
- Maire sortant : Jean-Pierre Pin
- 19 sièges à pourvoir au conseil municipal (population légale 2011 : 1 789 habitants)
- 1 sièges à pourvoir au conseil communautaire (CA Agglomération d'Agen)

|                          | Jean-Pierre Pin * | DVD            | 532   | 52,77  | 15 | 1 |  |  |
|                          | Patrice Fournier  | SE             | 259   | 25,69  | 2  |   |  |  |
|                          | Jacky Motta       | SE             | 217   | 21,52  | 2  |   |  |  |
|                          |                   |                |       |        |    |   |  |  |
| Inscrits                 | Inscrits          | Inscrits       | 1 456 | 100,00 |    |   |  |  |
| Abstentions              | Abstentions       | Abstentions    | 427   | 29,33  |    |   |  |  |
| Votants                  | Votants           | Votants        | 1 029 | 70,67  |    |   |  |  |
| Blancs et nuls           | Blancs et nuls    | Blancs et nuls | 21    | 2,04   |    |   |  |  |
| Exprimés                 | Exprimés          | Exprimés       | 1 008 | 97,96  |    |   |  |  |
| * Liste du maire sortant |                   |                |       |        |    |   |  |  |

### Saint-Hilaire-de-Lusignan
- Maire sortant : Pierre Delouvrié
- 15 sièges à pourvoir au conseil municipal (population légale 2011 : 1 422 habitants)
- 1 sièges à pourvoir au conseil communautaire (CA Agglomération d'Agen)

|                          | Pierre Delouvrié * | SE             | 572   | 71,05  | 13 | 1 |  |  |
|                          | Jean-Max Courrié   | SE             | 233   | 28,94  | 2  |   |  |  |
|                          |                    |                |       |        |    |   |  |  |
| Inscrits                 | Inscrits           | Inscrits       | 1 146 | 100,00 |    |   |  |  |
| Abstentions              | Abstentions        | Abstentions    | 304   | 26,53  |    |   |  |  |
| Votants                  | Votants            | Votants        | 842   | 73,47  |    |   |  |  |
| Blancs et nuls           | Blancs et nuls     | Blancs et nuls | 37    | 4,39   |    |   |  |  |
| Exprimés                 | Exprimés           | Exprimés       | 805   | 95,61  |    |   |  |  |
| * Liste du maire sortant |                    |                |       |        |    |   |  |  |

### Saint-Pardoux-Isaac
- Maire sortant : Cyr Le Bot
- 15 sièges à pourvoir au conseil municipal (population légale 2011 : 1 190 habitants)
- 4 sièges à pourvoir au conseil communautaire (CC du Pays de Lauzun)

|                | Guy Giacuzzo   | DVD            | 495 | 100,00 | 15 | 4 |  |  |
|                |                |                |     |        |    |   |  |  |
| Inscrits       | Inscrits       | Inscrits       | 955 | 100,00 |    |   |  |  |
| Abstentions    | Abstentions    | Abstentions    | 307 | 32,15  |    |   |  |  |
| Votants        | Votants        | Votants        | 648 | 67,85  |    |   |  |  |
| Blancs et nuls | Blancs et nuls | Blancs et nuls | 153 | 23,61  |    |   |  |  |
| Exprimés       | Exprimés       | Exprimés       | 495 | 76,39  |    |   |  |  |

### Saint-Sylvestre-sur-Lot
- Maire sortant : Jean-Pierre Lorenzon
- 19 sièges à pourvoir au conseil municipal (population légale 2011 : 2 283 habitants)
- 5 sièges à pourvoir au conseil communautaire (CC Fumel Vallée du Lot)

|                | Yann Bihouee   | DVD            | 765   | 63,22  | 16 | 4 |  |  |
|                | Rachel Castex  | DVG            | 445   | 36,77  | 3  | 1 |  |  |
|                |                |                |       |        |    |   |  |  |
| Inscrits       | Inscrits       | Inscrits       | 1 726 | 100,00 |    |   |  |  |
| Abstentions    | Abstentions    | Abstentions    | 453   | 26,25  |    |   |  |  |
| Votants        | Votants        | Votants        | 1 273 | 73,75  |    |   |  |  |
| Blancs et nuls | Blancs et nuls | Blancs et nuls | 63    | 4,95   |    |   |  |  |
| Exprimés       | Exprimés       | Exprimés       | 1 210 | 95,05  |    |   |  |  |

### Saint-Vite
- Maire sortant : Daniel Borie
- 15 sièges à pourvoir au conseil municipal (population légale 2011 : 1 220 habitants)
- 2 sièges à pourvoir au conseil communautaire (CC Fumel Vallée du Lot)

|                          | Daniel Borie *   | PS-PCF-EELV    | 440 | 70,17  | 13 | 2 |  |  |
|                          | Dominique Masure | SE             | 187 | 29,82  | 2  |   |  |  |
|                          |                  |                |     |        |    |   |  |  |
| Inscrits                 | Inscrits         | Inscrits       | 822 | 100,00 |    |   |  |  |
| Abstentions              | Abstentions      | Abstentions    | 169 | 20,56  |    |   |  |  |
| Votants                  | Votants          | Votants        | 653 | 79,44  |    |   |  |  |
| Blancs et nuls           | Blancs et nuls   | Blancs et nuls | 26  | 3,98   |    |   |  |  |
| Exprimés                 | Exprimés         | Exprimés       | 627 | 96,02  |    |   |  |  |
| * Liste du maire sortant |                  |                |     |        |    |   |  |  |

### Sainte-Bazeille
- Maire sortant : Michel Vigneau (DVD)
- 23 sièges à pourvoir au conseil municipal (population légale 2011 : 3 107 habitants)
- 3 sièges à pourvoir au conseil communautaire (CA Val de Garonne Agglomération)

|                | Gilles Lagaüzere | DVD            | 1 040 | 64,83  | 19 | 2 |  |  |
|                | Philippe Rigal   | SE             | 564   | 35,16  | 4  | 1 |  |  |
|                |                  |                |       |        |    |   |  |  |
| Inscrits       | Inscrits         | Inscrits       | 2 442 | 100,00 |    |   |  |  |
| Abstentions    | Abstentions      | Abstentions    | 716   | 29,32  |    |   |  |  |
| Votants        | Votants          | Votants        | 1 726 | 70,68  |    |   |  |  |
| Blancs et nuls | Blancs et nuls   | Blancs et nuls | 122   | 7,07   |    |   |  |  |
| Exprimés       | Exprimés         | Exprimés       | 1 604 | 92,93  |    |   |  |  |

### Sainte-Colombe-en-Bruilhois
- Maire sortant : Hubert Duffour
- 19 sièges à pourvoir au conseil municipal (population légale 2011 : 1 663 habitants)
- 1 sièges à pourvoir au conseil communautaire (CA d'Agen)

| Tête de liste            | Tête de liste    | Liste          | Premier tour | Premier tour | Second tour | Second tour | Sièges | Sièges |
| Tête de liste            | Tête de liste    | Liste          | Voix         | %            | Voix        | %           | CM     | CC     |
| ------------------------ | ---------------- | -------------- | ------------ | ------------ | ----------- | ----------- | ------ | ------ |
|                          | Hubert Duffour * | DVD            | 443          | 46,92        | 547         | 58,06       | 15     | 1      |
|                          | Maryse Combres   | EELV           | 318          | 33,68        | 395         | 41,93       | 4      |        |
|                          | Aline Monney     | DVD            | 183          | 19,38        |             |             |        |        |
|                          |                  |                |              |              |             |             |        |        |
| Inscrits                 | Inscrits         | Inscrits       | 1 275        | 100,00       | 1 275       | 100,00      |        |        |
| Abstentions              | Abstentions      | Abstentions    | 302          | 23,69        | 300         | 23,53       |        |        |
| Votants                  | Votants          | Votants        | 973          | 76,31        | 975         | 76,47       |        |        |
| Blancs et nuls           | Blancs et nuls   | Blancs et nuls | 29           | 2,98         | 33          | 3,38        |        |        |
| Exprimés                 | Exprimés         | Exprimés       | 944          | 97,02        | 942         | 96,62       |        |        |
| * Liste du maire sortant |                  |                |              |              |             |             |        |        |

### Sainte-Livrade-sur-Lot
- Maire sortant : Claire Pasut (PS)
- 29 sièges à pourvoir au conseil municipal (population légale 2011 : 6 182 habitants)
- 7 sièges à pourvoir au conseil communautaire (CA du Grand Villeneuvois)

|                          | Pierre-Jean Pudal | UMP            | 1 619 | 52,56  | 22 | 6 |  |  |
|                          | Claire Pasut *    | PS-PCF-EELV    | 1 461 | 47,43  | 7  | 1 |  |  |
|                          |                   |                |       |        |    |   |  |  |
| Inscrits                 | Inscrits          | Inscrits       | 4 224 | 100,00 |    |   |  |  |
| Abstentions              | Abstentions       | Abstentions    | 1 021 | 24,17  |    |   |  |  |
| Votants                  | Votants           | Votants        | 3 203 | 75,83  |    |   |  |  |
| Blancs et nuls           | Blancs et nuls    | Blancs et nuls | 123   | 3,84   |    |   |  |  |
| Exprimés                 | Exprimés          | Exprimés       | 3 080 | 96,16  |    |   |  |  |
| * Liste du maire sortant |                   |                |       |        |    |   |  |  |

### Sérignac-sur-Garonne
- Maire sortant : Jean Dreuil
- 15 sièges à pourvoir au conseil municipal (population légale 2011 : 1 133 habitants)
- 1 sièges à pourvoir au conseil communautaire (CA Agglomération d'Agen)

|                          | Jean Dreuil *  | DVG            | 433 | 100,00 | 15 | 1 |  |  |
|                          |                |                |     |        |    |   |  |  |
| Inscrits                 | Inscrits       | Inscrits       | 835 | 100,00 |    |   |  |  |
| Abstentions              | Abstentions    | Abstentions    | 286 | 34,25  |    |   |  |  |
| Votants                  | Votants        | Votants        | 549 | 65,75  |    |   |  |  |
| Blancs et nuls           | Blancs et nuls | Blancs et nuls | 116 | 21,13  |    |   |  |  |
| Exprimés                 | Exprimés       | Exprimés       | 433 | 78,87  |    |   |  |  |
| * Liste du maire sortant |                |                |     |        |    |   |  |  |

### Seyches
- Maire sortant : Serge Cadret
- 15 sièges à pourvoir au conseil municipal (population légale 2011 : 1 005 habitants)
- 2 sièges à pourvoir au conseil communautaire (CA Val de Garonne Agglomération)

|                | André Coriou   | DVG            | 431 | 100,00 | 15 | 2 |  |  |
|                |                |                |     |        |    |   |  |  |
| Inscrits       | Inscrits       | Inscrits       | 754 | 100,00 |    |   |  |  |
| Abstentions    | Abstentions    | Abstentions    | 242 | 32,10  |    |   |  |  |
| Votants        | Votants        | Votants        | 512 | 67,90  |    |   |  |  |
| Blancs et nuls | Blancs et nuls | Blancs et nuls | 81  | 15,82  |    |   |  |  |
| Exprimés       | Exprimés       | Exprimés       | 431 | 84,18  |    |   |  |  |

### Tonneins
- Maire sortant : Jean-Pierre Moga (DVD)
- 29 sièges à pourvoir au conseil municipal (population légale 2011 : 8 866 habitants)
- 7 sièges à pourvoir au conseil communautaire (CA Val de Garonne Agglomération)

| Tête de liste  | Tête de liste     | Liste          | Premier tour | Premier tour | Second tour | Second tour | Sièges | Sièges |
| Tête de liste  | Tête de liste     | Liste          | Voix         | %            | Voix        | %           | CM     | CC     |
| -------------- | ----------------- | -------------- | ------------ | ------------ | ----------- | ----------- | ------ | ------ |
|                | Dante Rinaudo     | DVD            | 1 706        | 41,20        | 1 971       | 47,07       | 22     | 6      |
|                | Éric Bouchaud     | PS-PCF-EELV    | 1 054        | 25,45        | 1 310       | 31,28       | 4      | 1      |
|                | Maryse Aubert     | FN             | 975          | 23,55        | 906         | 21,63       | 3      |        |
|                | Jean-Michel Feral | FG             | 405          | 9,78         |             |             |        |        |
|                |                   |                |              |              |             |             |        |        |
| Inscrits       | Inscrits          | Inscrits       | 6 607        | 100,00       | 6 606       | 100,00      |        |        |
| Abstentions    | Abstentions       | Abstentions    | 2 311        | 34,98        | 2 233       | 33,80       |        |        |
| Votants        | Votants           | Votants        | 4 296        | 65,02        | 4 373       | 66,20       |        |        |
| Blancs et nuls | Blancs et nuls    | Blancs et nuls | 156          | 3,63         | 186         | 4,25        |        |        |
| Exprimés       | Exprimés          | Exprimés       | 4 140        | 96,37        | 4 187       | 95,75       |        |        |

### Vianne
- Maire sortant : Nicole Perrier
- 15 sièges à pourvoir au conseil municipal (population légale 2011 : 1 097 habitants)
- 3 sièges à pourvoir au conseil communautaire (CC Albret Communauté)

| Tête de liste  | Tête de liste     | Liste          | Premier tour | Premier tour | Second tour | Second tour | Sièges | Sièges |
| Tête de liste  | Tête de liste     | Liste          | Voix         | %            | Voix        | %           | CM     | CC     |
| -------------- | ----------------- | -------------- | ------------ | ------------ | ----------- | ----------- | ------ | ------ |
|                | Serge Cerea       | SE             | 234          | 39,66        | 257         | 40,15       | 11     | 2      |
|                | Jean-Luc Teyssier | SE             | 188          | 31,86        | 212         | 33,12       | 2      | 1      |
|                | Sophie Didier     | SE             | 168          | 28,47        | 171         | 26,71       | 2      |        |
|                |                   |                |              |              |             |             |        |        |
| Inscrits       | Inscrits          | Inscrits       | 795          | 100,00       | 795         | 100,00      |        |        |
| Abstentions    | Abstentions       | Abstentions    | 165          | 20,75        | 128         | 16,10       |        |        |
| Votants        | Votants           | Votants        | 630          | 79,25        | 667         | 83,90       |        |        |
| Blancs et nuls | Blancs et nuls    | Blancs et nuls | 40           | 6,35         | 27          | 4,05        |        |        |
| Exprimés       | Exprimés          | Exprimés       | 590          | 93,65        | 640         | 95,95       |        |        |

### Villeneuve-sur-Lot
- Maire sortant : Patrick Cassany (PS)
- 35 sièges à pourvoir au conseil municipal (population légale 2011 : 23 232 habitants)
- 20 sièges à pourvoir au conseil communautaire (CA du Grand Villeneuvois)

| Tête de liste            | Tête de liste             | Liste          | Premier tour | Premier tour | Second tour | Second tour | Sièges | Sièges |
| Tête de liste            | Tête de liste             | Liste          | Voix         | %            | Voix        | %           | CM     | CC     |
| ------------------------ | ------------------------- | -------------- | ------------ | ------------ | ----------- | ----------- | ------ | ------ |
|                          | Patrick Cassany *         | PS-PCF-EELV    | 2 822        | 28,64        | 4 527       | 42,92       | 26     | 14     |
|                          | Étienne Bousquet-Cassagne | FN             | 2 562        | 26,00        | 3 203       | 30,37       | 5      | 3      |
|                          | Paul Caubet               | DVG            | 1 373        | 13,93        | 2 816       | 26,70       | 4      | 3      |
|                          | Renaud Leygue             | UMP            | 1 310        | 13,29        |             |             |        |        |
|                          | Anne-Marie Davelu-chavin  | DVD            | 1 254        | 12,72        |             |             |        |        |
|                          | Marie-Hélène Loiseau      | FG             | 530          | 5,38         |             |             |        |        |
|                          |                           |                |              |              |             |             |        |        |
| Inscrits                 | Inscrits                  | Inscrits       | 17 067       | 100,00       | 17 109      | 100,00      |        |        |
| Abstentions              | Abstentions               | Abstentions    | 6 811        | 39,91        | 6 074       | 35,50       |        |        |
| Votants                  | Votants                   | Votants        | 10 256       | 60,09        | 11 035      | 64,50       |        |        |
| Blancs et nuls           | Blancs et nuls            | Blancs et nuls | 405          | 3,95         | 489         | 4,43        |        |        |
| Exprimés                 | Exprimés                  | Exprimés       | 9 851        | 96,05        | 10 546      | 95,57       |        |        |
| * Liste du maire sortant |                           |                |              |              |             |             |        |        |

### Villeréal
- Maire sortant : Pierre-Henri Arnstam
- 15 sièges à pourvoir au conseil municipal (population légale 2011 : 1 309 habitants)
- 3 sièges à pourvoir au conseil communautaire (CC des Bastides en Haut-Agenais Périgord)

|                          | Pierre-Henri Arnstam * | DVG            | 428 | 100,00 | 15 | 3 |  |  |
|                          |                        |                |     |        |    |   |  |  |
| Inscrits                 | Inscrits               | Inscrits       | 880 | 100,00 |    |   |  |  |
| Abstentions              | Abstentions            | Abstentions    | 297 | 33,75  |    |   |  |  |
| Votants                  | Votants                | Votants        | 583 | 66,25  |    |   |  |  |
| Blancs et nuls           | Blancs et nuls         | Blancs et nuls | 155 | 26,59  |    |   |  |  |
| Exprimés                 | Exprimés               | Exprimés       | 428 | 73,41  |    |   |  |  |
| * Liste du maire sortant |                        |                |     |        |    |   |  |  |

### Virazeil
- Maire sortant : Michel Cazassus
- 19 sièges à pourvoir au conseil municipal (population légale 2011 : 1 673 habitants)
- 2 sièges à pourvoir au conseil communautaire (CA Val de Garonne Agglomération)

|                | Christophe Courregelongue | DVG            | 541   | 51,81  | 15 | 2 |  |  |
|                | Nathalie Pinasseau        | DVG            | 268   | 25,67  | 2  |   |  |  |
|                | Serge Poletto             | SE             | 235   | 22,50  | 2  |   |  |  |
|                |                           |                |       |        |    |   |  |  |
| Inscrits       | Inscrits                  | Inscrits       | 1 419 | 100,00 |    |   |  |  |
| Abstentions    | Abstentions               | Abstentions    | 317   | 22,34  |    |   |  |  |
| Votants        | Votants                   | Votants        | 1 102 | 77,66  |    |   |  |  |
| Blancs et nuls | Blancs et nuls            | Blancs et nuls | 58    | 5,26   |    |   |  |  |
| Exprimés       | Exprimés                  | Exprimés       | 1 044 | 94,74  |    |   |  |  |